# Snowball and His Pal
Snowball and His Pal est un film muet américain réalisé par Thomas H. Ince et sorti en 1912.

## Fiche technique
- Réalisation : Thomas H. Ince
- Durée : 10 minutes
- Date de sortie :  États-Unis : 16 juillet 1912

## Distribution
- Francis Ford
- Snowball, le cheval : lui-même